# Pfostenschlitzmauer

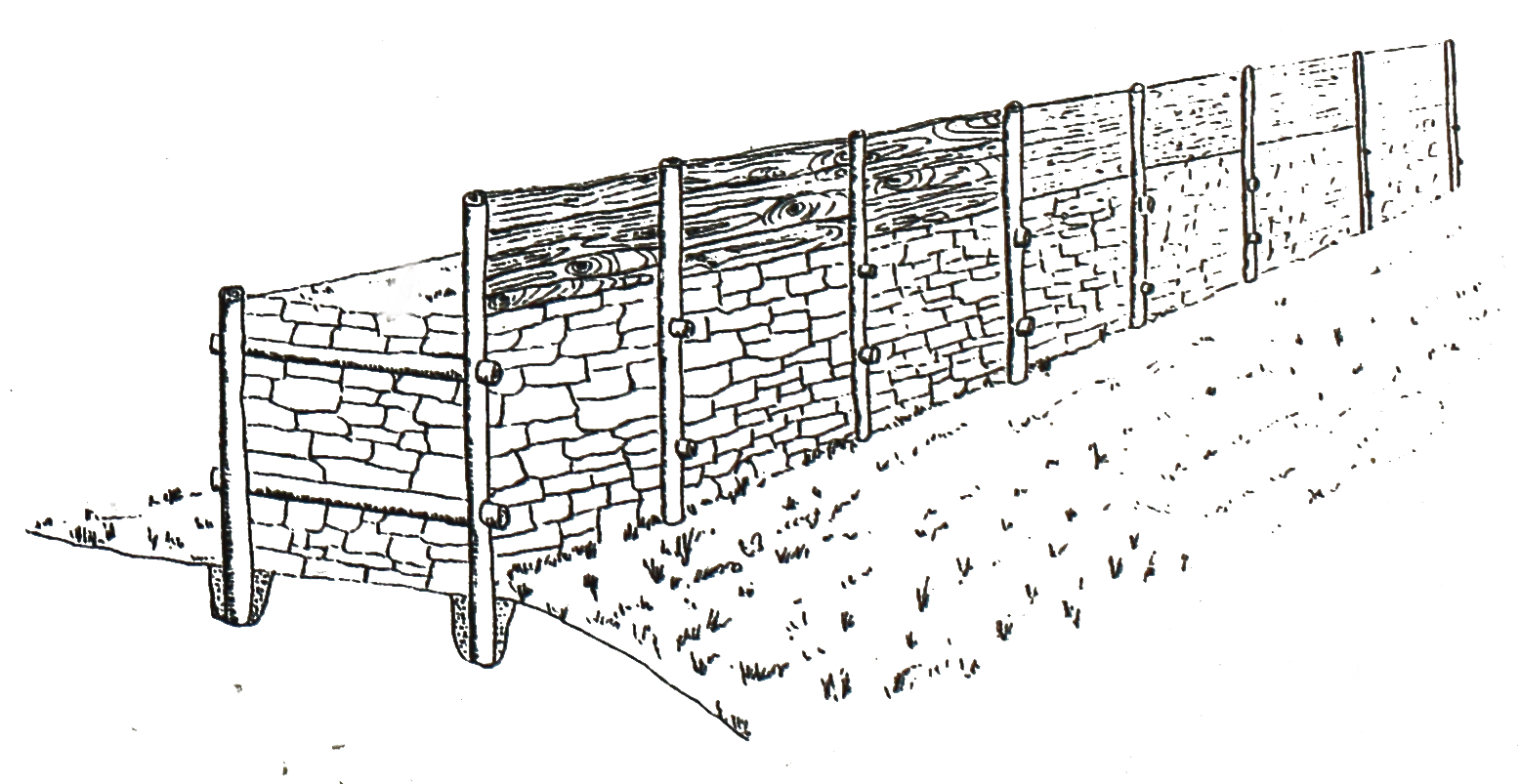
Schematische Zeichnung einer Pfostenschlitzmauer vom Typ Altkönig-Preist, wie sie etwa für den Kordigast angenommen wird.

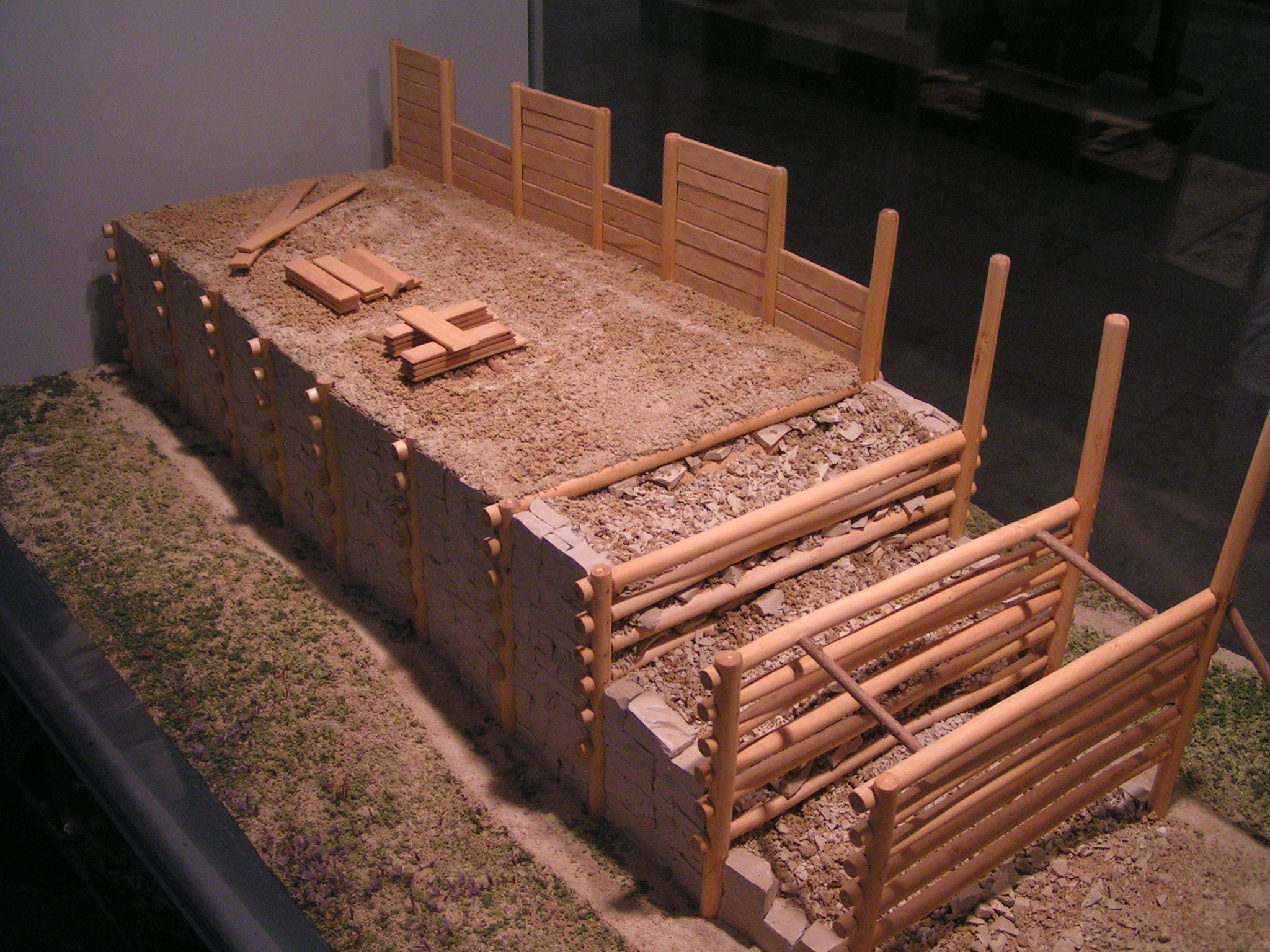
Modell einer Pfostenschlitzmauer

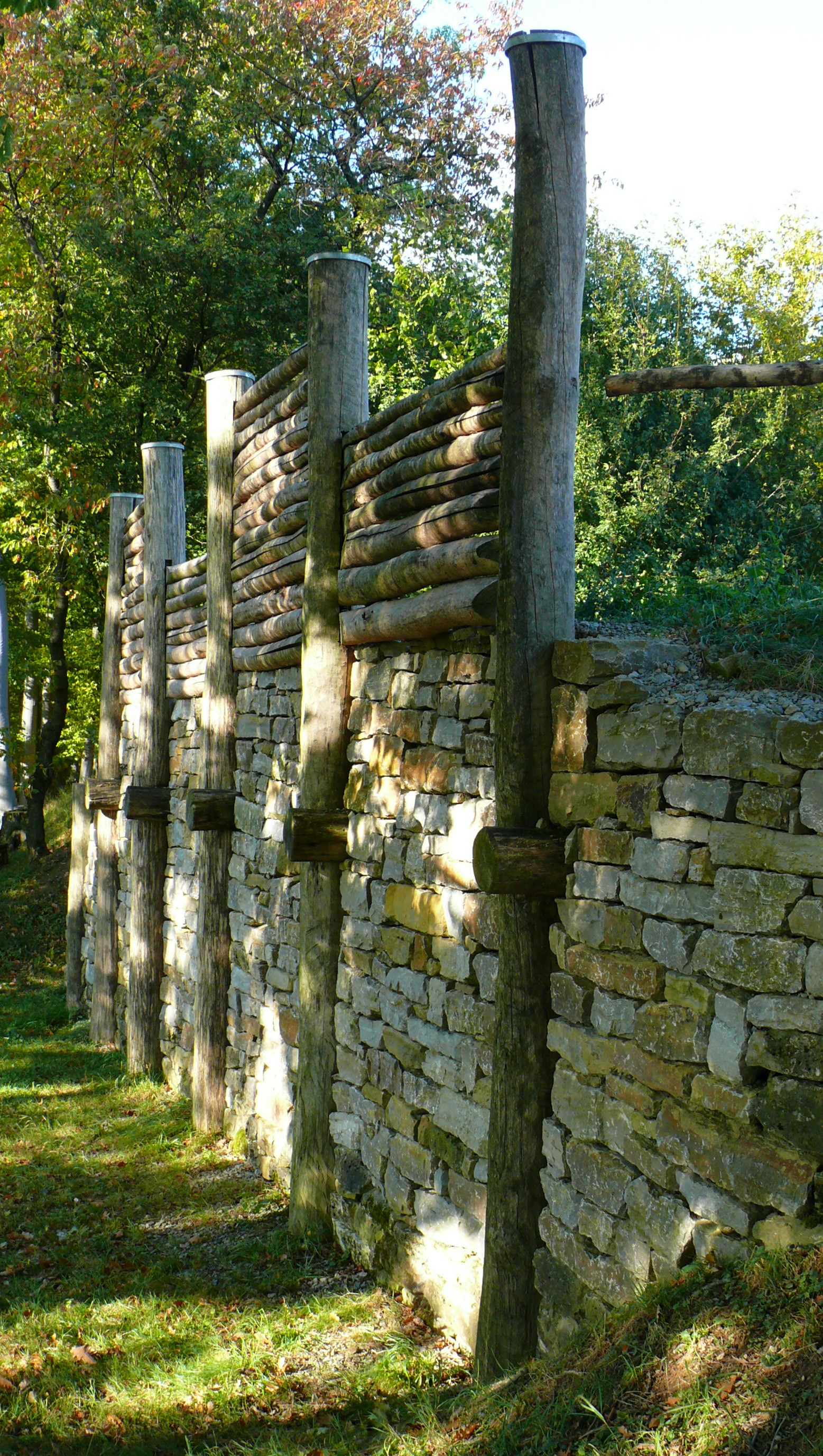
Rekonstruktion der Pfostenschlitzmauer in Creglingen-Burgstall: Die senkrechten Pfosten sind in schlitzartige Aussparungen in der Mauerfront eingelassen.

Als Pfostenschlitzmauer wird eine Architekturform prähistorischer Wallanlagen bezeichnet, die von der frühen bis zur späten vorrömischen Eisenzeit vor allem in Mittel- und Westeuropa gebaut wurde.
Der Name entstand aus dem archäologischen Befund bei Ausgrabungen: In der Außenfront der Trockensteinmauerfassaden der Mauer sind im Abstand von 0,6 bis 1 m vertikale Aussparungen zu beobachten. In diesen standen Holzpfosten, die inzwischen vergangen sind und so nur noch durch die Lücken oder eben Schlitze zwischen den Teilstücken der Mauerfront nachweisbar sind. Der Wallkern ist eine Konstruktion aus einem hölzernen Gitter, das mit Erde oder Geröll und Schutt verfüllt wurde. Die Querträger können dabei ebenfalls aus der steinernen Oberfläche herausragen. Beim 1960 vom Prähistoriker Wolfgang Dehn definierten Typus Altkönig-Preist besteht auch der Wallkern überwiegend aus Bruchsteinen.
Diese prähistorische Wallarchitektur ist bei zahlreichen Ring- und Abschnittswällen sowie Oppida von der Hallstattzeit bis zur Spätlatènezeit vorzufinden, etwa dem Staffelberg. Sie ist aber auch bei skythenzeitlichen Befestigungen in der Ukraine zu beobachten.
Die Pfostenschlitzmauern sind eng verwandt mit dem spätlatènezeitlichen Walltyp Murus Gallicus. Nach den Befunden des spätlatènezeitlichen Oppidums von Kelheim werden Pfostenschlitzmauern auch als Typ Kelheim bezeichnet. Dabei sind beide Architekturformen gleichzeitig in Verwendung. Im Oppidum von Manching wurde etwa zu Ende des 2. Jahrhunderts v. Chr. ein Murus Gallicus durch eine Pfostenschlitzmauer ersetzt.